# Smilax cissoides
Smilax cissoides är en enhjärtbladig växtart som beskrevs av Martin Martens och Henri Guillaume Galeotti. Smilax cissoides ingår i släktet Smilax och familjen Smilacaceae. Inga underarter finns listade.